# 蘇思羽

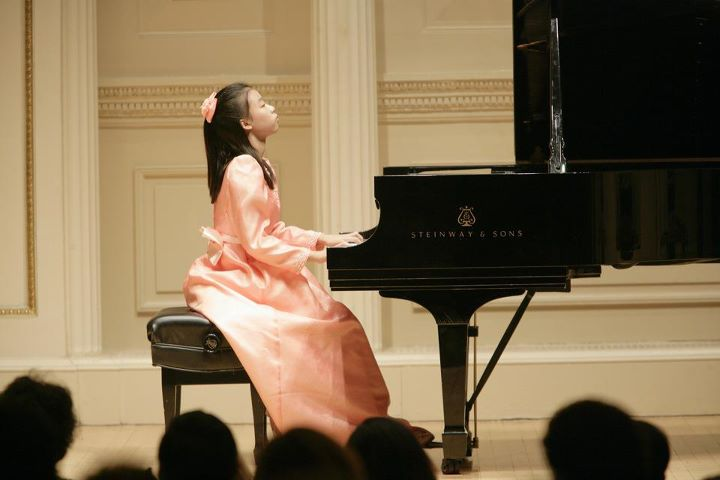
蘇思羽在紐約卡內基音樂廳演出

蘇思羽（英語：Szuyu Rachel Su，1998年3月14日—），生於台灣台南市，古典鋼琴家。師事陳昭吟教授。
2005年，參加奧地利薩爾斯堡國際音樂夏令營，成為德國科隆音樂院Vassilij Lobanov教授大師班的正式學員。2007年，第十四屆香港亞洲鋼琴公開賽兒童B組第一名。2008年在Bradshaw和Buono國際鋼琴比賽中獲得首獎而受邀至紐約卡內基音樂廳演出，成為個人首次正式演出。現就讀於美國蔻蒂斯音樂學院主修鋼琴。

## 外部連結
- 蘇思羽臉書[永久]